# Кременчуцька лікарня відновного лікування
КНМП «Лікарня відновного лікування» («Водолікарня») — багатопрофільний медичний заклад у Кременчуці.

## Історія
Фізіотерапевтична лікарня була збудована у 1974 році за оригінальним проектом: всі корпуси (стаціонарний, поліклінічний та грязеводолікувальний) з'єднані між собою теплими переходами.
Лікарня мала велику ванну залу на 22 ванни, грязьове відділення, басейн з апаратами для підводного витягування, 2 зали ЛФК, масажні кабінети, фізіотерапевтичний кабінет.
У 2010—2013 роках була суттєво оновлена матеріально-технічна база та проведено ремонти 6 палат для оздоровлення працівників бюджетної сфери, капітальний ремонт терапевтичного відділення для реабілітації учасників ліквідації аварії на ЧАЕС та лікувального басейну, обладнано декілька палат класу «люкс», централізований харчоблок з новим обладнанням, придбано сучасні фізіотерапевтичні апарати БТЛ.

## Сучасність
Лікарня відновного лікування наразі має 105 ліжок стаціонарного лікування.
У штаті лікарні працюють 16 лікарів (невропатологи, невролог-вертебролог, фізіотерапевти, травматолог, терапевти, хірург, уролог, гінеколог, лікар ЛФК), а також 70 працівників із середньою медичною освітою.
У відділеннях здійснюється стаціонарне лікування пацієнтів із захворюваннями внутрішніх органів, опорно-рухового апарату, периферичної та центральної нервової системи, серцево-судинної системи.
У водолікарні разом із звичайним медикаментозним лікуванням застосовується широкий спектр фізіотерапевтичного, бальнеологічного, пелоїдного лікування, що дає змогу провести повноцінну реабілітацію та відновлення уражених органів і систем.
Особливістю лікарні є те, що поза курортною зоною при лікуванні в ній застосовуються найсильніші природні чинники, а саме: мулові сульфідні грязі Сакського озера, гідрогальванічні ванни з Полтавським бішофітом, моршинську рапу, різноманітні морські ванни. Також завдяки спелеокамері досягається лікувальний ефект соляних печер.
До складу лікарні входять такі відділення:
| Відділення                                                                                  | Завідувач                   |
| ------------------------------------------------------------------------------------------- | --------------------------- |
| Нейро-травматологічне відділення                                                            | Лісовіна Наталія Павлівна   |
| Спеціалізоване терапевтичне відділення для реабілітації учасників ліквідації аварії на ЧАЕС | Лобова Ольга В'ячеславівна  |
| Неврологічне відділення                                                                     | Холодна Світлана Миколаївна |
| Фізіотерапевтичне відділення                                                                | Петращук Ганна Дмитрівна    |
| Грязеводолікувальне відділення                                                              | Турченко Наталія Григорівна |

Методи лікування:
- електротерапія
- лазеротерапія
- ультразвукова терапія
- грязелікування
- бальнеотерапія
- гідроколонотерапія
- лікувальний басейн
- пресотерапія
- спелеотерапія
- лікувальна фізкультура
- кріотерапія
- фітотерапія